# Valentí Rourich Nadal
Valentí Rourich Nadal (Sant Feliu de Guíxols, 23 d'abril de 1917 - Barcelona, 16 de juny de 1994) va ésser un músic instrumentista guixolenc.

## Biografia
Fill de l'industrial surotaper Vicenç Rourich Sala i de Maria Nadal Sallés va començar a mostrar interès per la música de ben petit i tot i l'enèrgica oposició que el seu pare va mostrar envers aquest interès, Valentí va començar a prendre lliçons de violí de la mà de professors locals, tasca que simultaniejava amb una de les seves grans aficions, el teatre, que compartia amb el seu bon amic Narcis Masferrer Buixó.

## Carrera musical
A principis dels anys trenta, va ampliar els seus estudis musicals a Barcelona, a on s'hi desplaçava regularment cada setmana. La seva mare va finançar tots els estudis del seu fill. Seria a Barcelona on faria coneixença amb el compositor i director Eduard Toldrà Soler, qui va esdevenir mestre i amic, i que anys més tard el va animar a fer oposicions per entrar com a segon violí a l'Orquestra Municipal de Barcelona que ell estava formant. L'orquestra va debutar el 1944 i fou rebatejada el 1967 com a Orquestra Ciutat de Barcelona.
Posteriorment, ha esdevingut Orquestra Simfònica de Barcelona i Nacional de Catalunya, la temporada 1994-1995. Valentí Rourich també va formar part de l'Orquestra del Liceu durant molts anys, va enregistrar discos de música molt diversa, va participar en programes de TVE i apareix, com a músic d'orquestra, a la pel·lícula Bahía de Palma, dirigida per Juan Bosch l'any 1962.
Va ser un dels fundadors de l'orquestra local Catalonia Jazz, on, a part del violí, també tocava el banjo, el saxofon, el piano i la bateria. L'orquestra va viure només quatre mesos a causa de l'esclat de la guerra civil el mes de juliol de 1936. Va ser cridat a files l'any 1937 sent destinat primerament al campament de Manzanares, on aprofitant un permís, va comprar a Madrid el violí que l'acompanyaria tota la guerra i tota la seva vida professional. Va participar en la batalla de Terol, al front de l'Alfambra, va estar a l'exèrcit de Llevant, a les trinxeres del Jarama i va acabar la guerra, greument malalt, al poble de Gàrgoles de Arriba, on es va recuperar, i és detingut un temps molt breu al camp de concentració d'aquest mateix poble.
Acabada la contesa, va tornar a Sant Feliu on fundaria una nova orquestra, la Cobla Orquestra Victors, que viuria una llarga i profitosa carrera musical durant molts anys, tot i que Rourich la va abandonar el 1942 per seguir la seva carrera musical a Barcelona, on s'hi instal·laria definitivament.
Gran afeccionat al teatre amateur. va participar en nombroses representacions amb l'Agrupació Romea fundada per Benet Escriba i després de la guerra va dirigir la part musical de diverses obres amb el grup de la Jefatura Local de Prensa y Propaganda de F.E.T. y de las JONS. en la temporada 1942-1943.
Jubilat des del juliol de 1982, no es va desvincular mai de la ciutat que el va veure néixer, on hi passava les vacances d'estiu amb la seva família i on hi va conservar sempre els seus amics de joventut.
Va morir a Barcelona el 16 de juny de 1994 i les seves restes descansen a la ciutat que el va veure néixer.